# Jason Thompson (attore)
Jason Craig Thompson (Saint Albert, 20 novembre 1976) è un attore canadese.
Noto per il ruolo di Patrick Drake in General Hospital e di Billy Abbott in Febbre d'amore.

## Carriera
Jason Craig Thompson è nato il 20 novembre 1976 a Saint Albert, in Canada. È stato scoperto all'età di 16 anni, dalla modella Kelly Streit, mentre lavorava in un ristorante a Edmonton. A 18 anni, ha iniziato a lavorare come modello per spot televisivi, tra i quali Gap. 
Successivamente, ha iniziato a lavorare come attore recitando per la prima volta nel 1999, in un episodio della serie TV Le nuove avventure di Flipper. L'anno seguente, è apparso in alcune puntate di serie TV, tra le quali Zoe, Duncan, Jack & Jane e Felicity. Dal 2007 al 2008, ha recitato nella serie TV, General Hospital: Night Shift. Nel 2010, ha interpretato Gavin, nel film Circle. 
Dal 2005 al 2016, ha interpretato Patrick Drake, nella soap opera della ABC General Hospital. Per questo ruolo, è stato candidato a cinque Daytime Emmy Awards.
Dal 14 gennaio 2016, interpreta Billy Abbott, nella soap opera Febbre d'amore. Per questo ruolo, nel 2020 ha vinto un Daytime Emmy Award per il miglior attore protagonista in una serie drammatica.

## Vita privata
Il 5 aprile 2015, ha sposato Paloma Jonas a San Pancho, in Messico. La coppia ha due figli.

## Filmografia

### Cinema
- Circle, regia di Michael W. Watkins (2010)

### Televisione
- Le nuove avventure di Flipper (Flipper) - serie TV, episodio 4x06 (1999)
- Undressed - serie TV, 3 episodi (2000)
- Zoe, Duncan, Jack & Jane - serie TV, episodio 2x06 (2000)
- Felicity - serie TV, episodio 2x21 (2000)
- General Hospital - serie TV, 1139 episodi (2005-2016)
- General Hospital: Night Shift - serie TV, 27 episodi (2007-2008)
- Hit Factor, regia di Sherwin Shilati - film TV (2008)
- Castle - serie TV, episodio 4x17 (2012)
- 90210 - serie TV, episodio 5x03 (2012)
- Febbre d'amore (The Young and the Restless) - serie TV, 1193 episodi (2016-in corso)

## Riconoscimenti
- Daytime Emmy Awards
  - 2011 - Candidatura al miglior attore non protagonista in una serie drammatica per General Hospital
  - 2012 - Candidatura al miglior attore non protagonista in una serie drammatica per General Hospital
  - 2013 - Candidatura al miglior attore protagonista in una serie drammatica per General Hospital
  - 2014 - Candidatura al miglior attore protagonista in una serie drammatica per General Hospital
  - 2015 - Candidatura al miglior attore protagonista in una serie drammatica per General Hospital
  - 2020 - Miglior attore protagonista per una serie drammatica per Febbre d'amore
  - 2022 - Candidatura al miglior attore protagonista in una serie drammatica per Febbre d'amore
  - 2023 - Candidatura al miglior attore protagonista in una serie drammatica per Febbre d'amore